# Арецо
Арецо (итал. Arezzo) град је у средишњој Италији. Арецо је највећи град и средиште округа Арецо у оквиру италијанске покрајине Тоскана.

## Природне одлике
Град Арецо налази се у средишњем делу Италије, 80 км источно од Фиренце, седишта покрајине. Град се налази у долини реке Арно, у горњем делу тока. Град се сместио на стрмом брду изнад реке, због чега је стари део града на брду са веома стрмим улицама и трговима, па је веома сликовит. Изнад града се издижу Апенини.

## Историја
У Арецу је 1304. године рођен чувени италијански песник Франческо Петрарка.

## Становништво
Према резултатима пописа становништва 2011. у општини је живело 99.434 становника.
| 1931.  | 1936.  | 1951.  | 1961.  | 1971.  | 1981.  | 1991.  | 2001.  | 2011.  |
| ------ | ------ | ------ | ------ | ------ | ------ | ------ | ------ | ------ |
| 56.886 | 60.284 | 66.511 | 74.992 | 87.330 | 92.105 | 91.626 | 91.589 | 99.434 |

Арецо данас има преко 98.000 становника, махом Италијана. Током протеклих деценија у град се доселило много досељеника из иностранства.

## Привреда
Арецо је познат као средиште развијеног пољопривредног краја, а у граду доминира прехрамбена индустрија. Град је захваљуући необично постављеном старом делу града на стрмом брегу почео привлачити туристе из целог света.

## Занимљивости
У Арецу је сниман филм "Живот је леп" режисера Роберта Бенињија, освајач три оскара. Главни глумац и редитељ овог филма Роберто Бенињи, рођен је у месту Кастиљон Фиорентину које припада провинцији Арецо.

## Партнерски градови
- Норман
- Бедфорд
- Визеу
- Монтенарс
- Сен Пријест
- Јегра
- Хаен
- Освјенћим
- Маунт Плезант
- Чангша

## Галерија
- Здање општине
- Градска катедрала
- детаљ са главног трга
- Стара градска улица